# Condette
Condette – miejscowość i gmina we Francji, w regionie Hauts-de-France, w departamencie Pas-de-Calais.
Według danych na rok 1990 gminę zamieszkiwały 2392 osoby, a gęstość zaludnienia wynosiła 147 osób/km² (wśród 1549 gmin regionu Nord-Pas-de-Calais Condette plasuje się na 325. miejscu pod względem liczby ludności, natomiast pod względem powierzchni na miejscu 106.).

## Współpraca
- Nauort, Niemcy